# Kostel Božího Těla (Oreb)
Kostel Božího Těla na Orebu byl postaven v roce 1835 v novobarokním slohu zásluhou národního buditele dr. Jana Theobalda Helda na místě staršího dřevěného kostelíku z roku 1528, který byl zbořen v roce 1826 z důvodu špatného technického stavu. Současný kostel byl postaven v roce 1835 a v letech 1935 a 1994 až 1996 byl opravován. Je chráněn jako kulturní památka České republiky.
Jedná se o jednolodní kostel. Okolo kostela se nachází hřbitov a železný kříž umístěný na kamenném podstavci ze začátku 19. století, který pravděpodobně pochází z dílny Mělnických. Vyjma toho jsou do pilířů hřbitovní brány zazděny dva náhrobní kameny pocházející z 18. století.
K oslavě vysvěcení nově postaveného kostela byla složena píseň „Otevřen již stánek Boží s archou Hospodinovou“.

## Historie
Na vrcholku kopce Oreb se již před stavbou dřevěného kostelíka nacházela kaple, která byla zbourána neznámo kdy. Jako možné vysvětlení zboření se uvádí buď zničení kaple husitskými orebity v roce 1420 nebo zboření kvůli stavbě nového dřevěného kostela v roce 1528. Dřevěný kostel vznikl na popud Zdeňka Trčky z Lípy v roce 1528. Roku 1600 kostelík vyhořel a následně byl roku 1635 vydrancován. Od roku 1666 se nacházela na vrchu Oreb kostnice, která ale byla roku 1819 zákonem zrušena. Kosti, které se v ní nacházely, byly zakopány na místě dnešního kříže, který se na lokalitě nachází.
V roce 1785 byl opraven, nicméně kostelík v čase postupně chátral, až musel být v roce 1826 stržen. Po jeho stržení se zvažovalo, že by se na vrchu postavil nový kostel z iniciativy Hana Theobalda Helda a to na způsob Pantheonu, k čemuž byl vypracován i plán. Nicméně proti návrhu se zvedla nevole a tak nebyly tyto plány uskutečněny. V roce 1835 byl na vrcholku postaven na popud národního buditele dr. Jana Theobalda Helda barokní kostel dle přepracovaného návrhu. Návrh přepracoval F. Pavíček a stavbu prováděl zedník J. Chládeček a kameník J. Franc.
Během mobilizace armády Československa v roce 1938 sloužila věž kostela jako hláska protiletecké obrany pro Hradec Králové. Roku 1935 a později mezi lety 1994 až 1996 byl kostel rekonstruován.

## Vzhled
Kostel Božího Těla je jednolodní kostel, který má v centrální části loď čtvercového půdorysu se zkosenými rohy. K této lodi je na východní straně připojena půlkruhová apsida s obdélníkovou sakristií. Ta je příčně uložená v ose a při západní straně se nachází hranolová věž.

### Výzdoba
V apsidě u hlavního oltáře se nachází obraz Proměnění páně vzniklý mezi lety 1834 až 1835, který namaloval Fr. K. Waldherr. Dále je zde k vidění dvojice bočních obrazů v podobě Karlovské pany Marie (z první poloviny 19. století) a Poslední večeře pocházející pravděpodobně ze stejné doby. Stěny lodi zdobí obrazy Svatý Jan Křtí a Salome.

## Okolí
Okolo kostela Božího Těla se nachází hřbitov, u nějž nepanuje shoda, kdy se zde začalo pohřbívat. Dochované prameny uvádí, že pohřbívání zde probíhalo již od první poloviny 17. století. Hřbitov se dočkal roku 1876 rozšíření a nového oplocení. Nově rozšířený kostel byl vysvěcen děkanem J. Reisem z Hradce Králové.

## Galerie

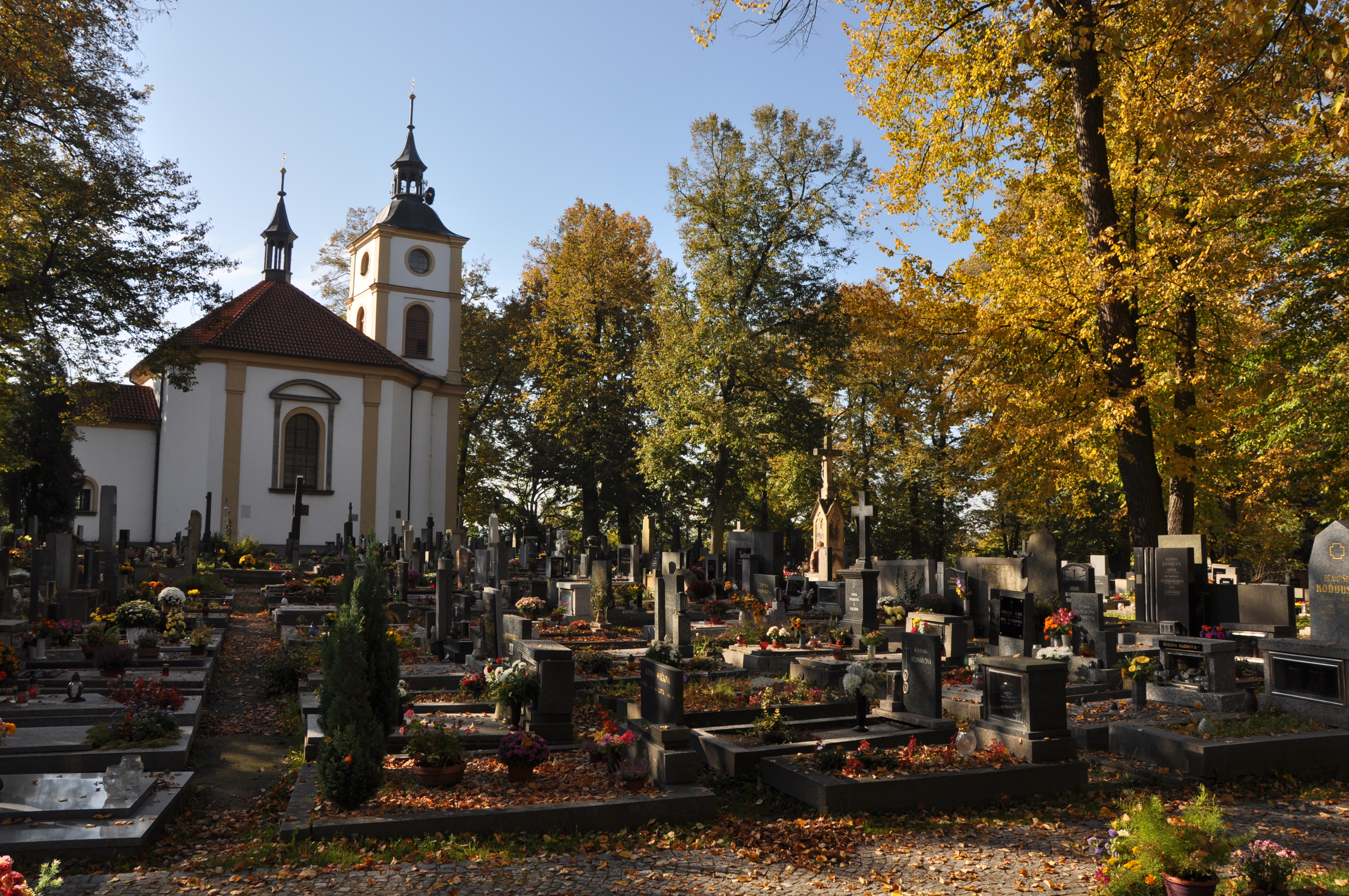
Hřbitov u kostela, který byl roku 1876 rozšířen a znovuoplocen
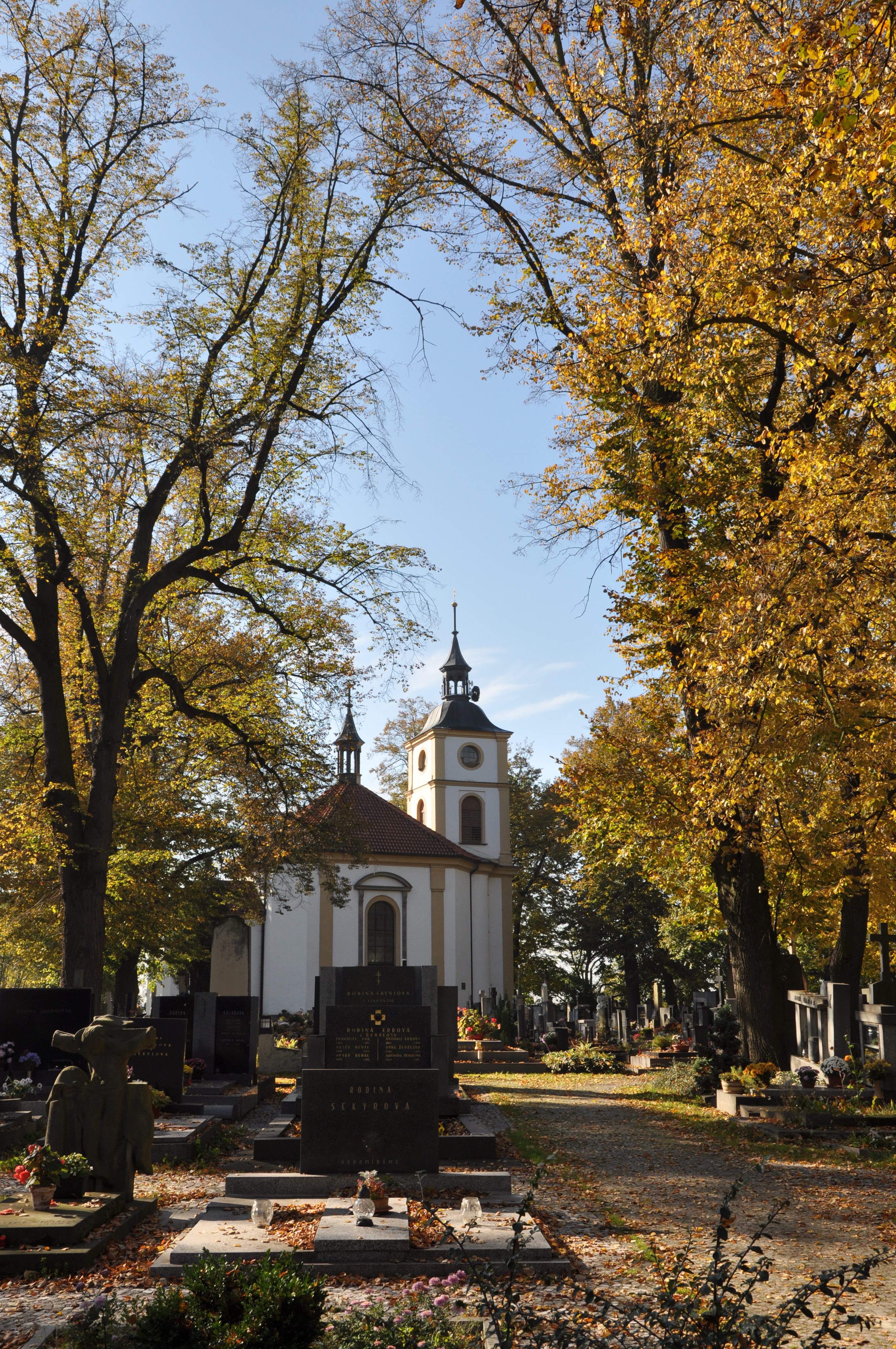
Hřbitov a kostel
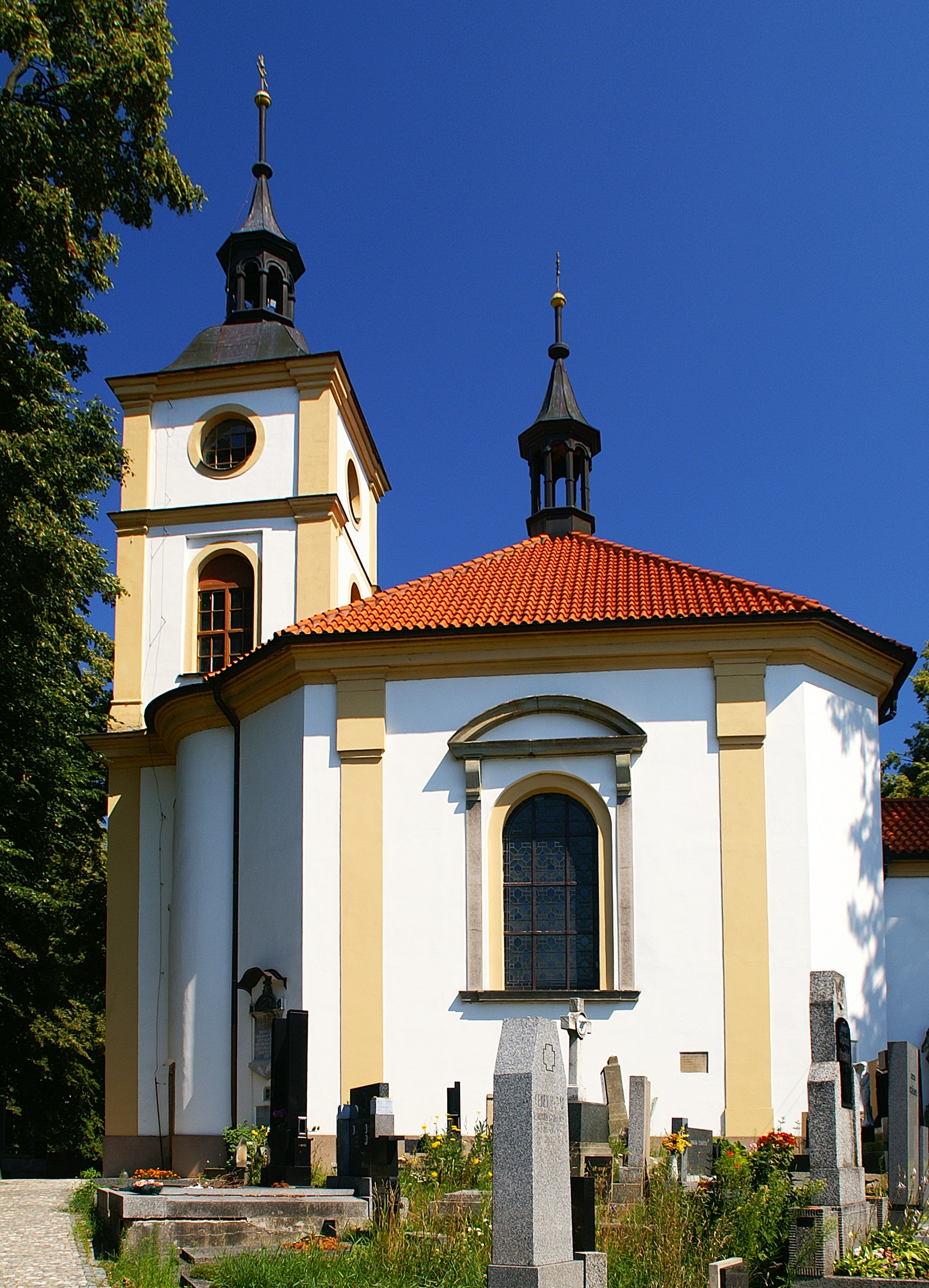
Kostel Božího Těla
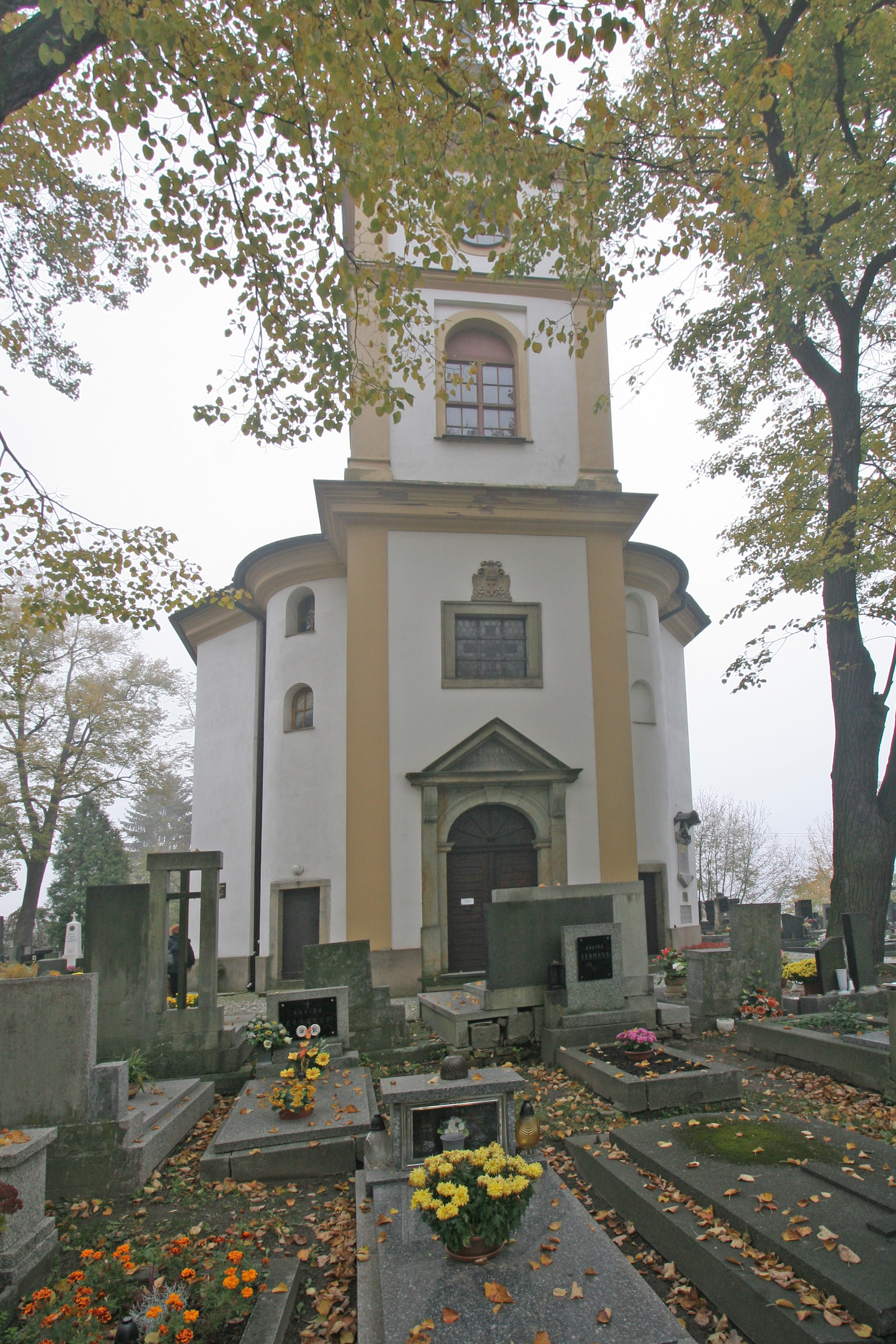
Průčelí kostela s věží
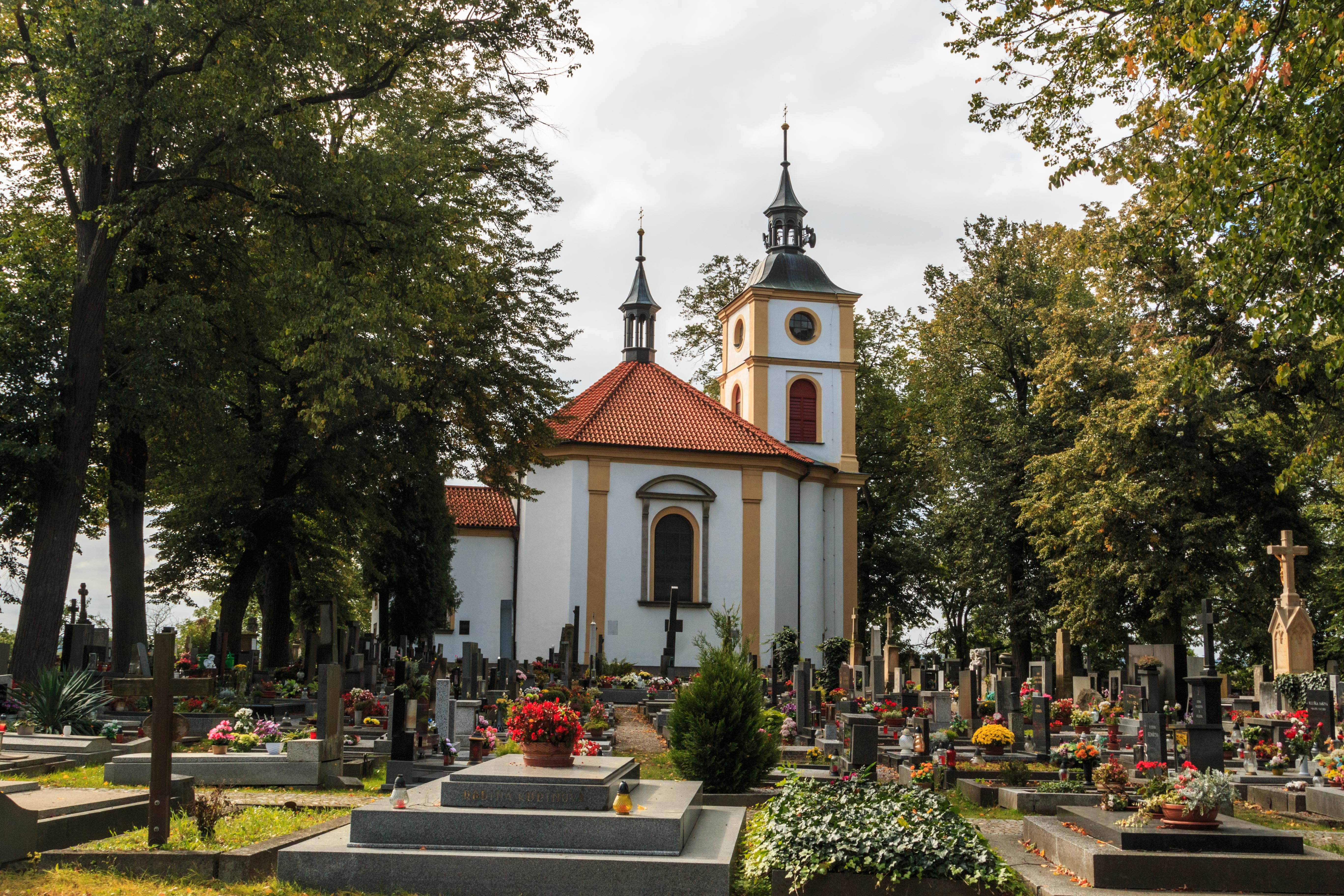
Boční pohled